# زينب سلطان
زينب سلطان (بالتركية: Zeynep Sultan)‏ هي ابنة السلطان العثماني أحمد الثالث. وُلدت في 8 أبريل 1714 في إسطنبول، وتوفيت في 25 مارس 1774 في إسطنبول.

## الأبناء
- محمود باشا الدراملي